# Palazzo Montecitorio

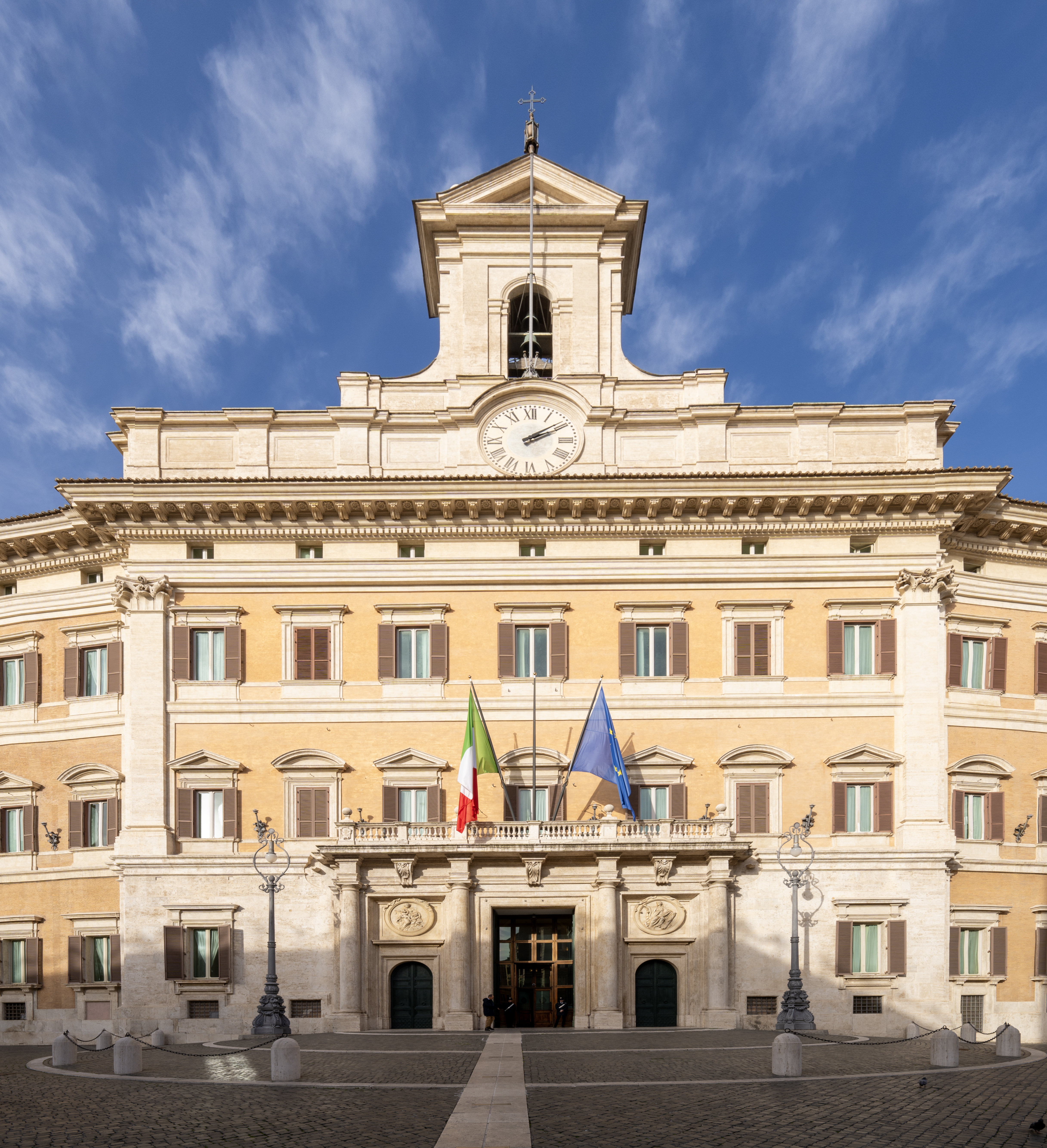
Palazzo Montecitorio

Palazzo Montecitorio is een gebouw gelegen op de Piazza Montecitorio te Rome en de zetel van de Italiaanse Kamer van Afgevaardigden.

## Geschiedenis
Het gebouwd was bedoeld als geschenk voor de vrouw van prins Ludovisi en werd gedurende de 17de eeuw in opdracht van paus Innocentius X gebouwd. Gian Lorenzo Bernini werkte er twee jaar aan voordat Fontana het in 1694 voltooide. Het diende uiteindelijk als Curia Innocenziana (Pauselijke rechtbank). Na de eenmaking van Italië in 1871 werd het de zetel van het Huis van Afgevaardigden. In de Sala della Regina werden in 1957 onderhandelingen gevoerd voor het Verdrag van Rome.

## Kunstwerken
In het gebouw zijn meer dan duizend schilderijen en beeldhouwwerken. Daaronder het enige portret van Napoleon waarvoor hij buiten Frankrijk poseerde. Daarnaast werden de bestaande werken aangevuld met moderne kunst sinds 1930. Er hangen onder andere 4 Vlaamse wandtapijten in de Sala della Lupa waar op 2 juni 1946 de uitslag van het referendum over de republiek werd bekendgemaakt. Daarnaast zijn er nog acht andere Vlaamse wandtapijten waaronder van het atelier Bernardino van Asselt naar ontwerpen van Agostino Melissi.

## Afbeeldingen

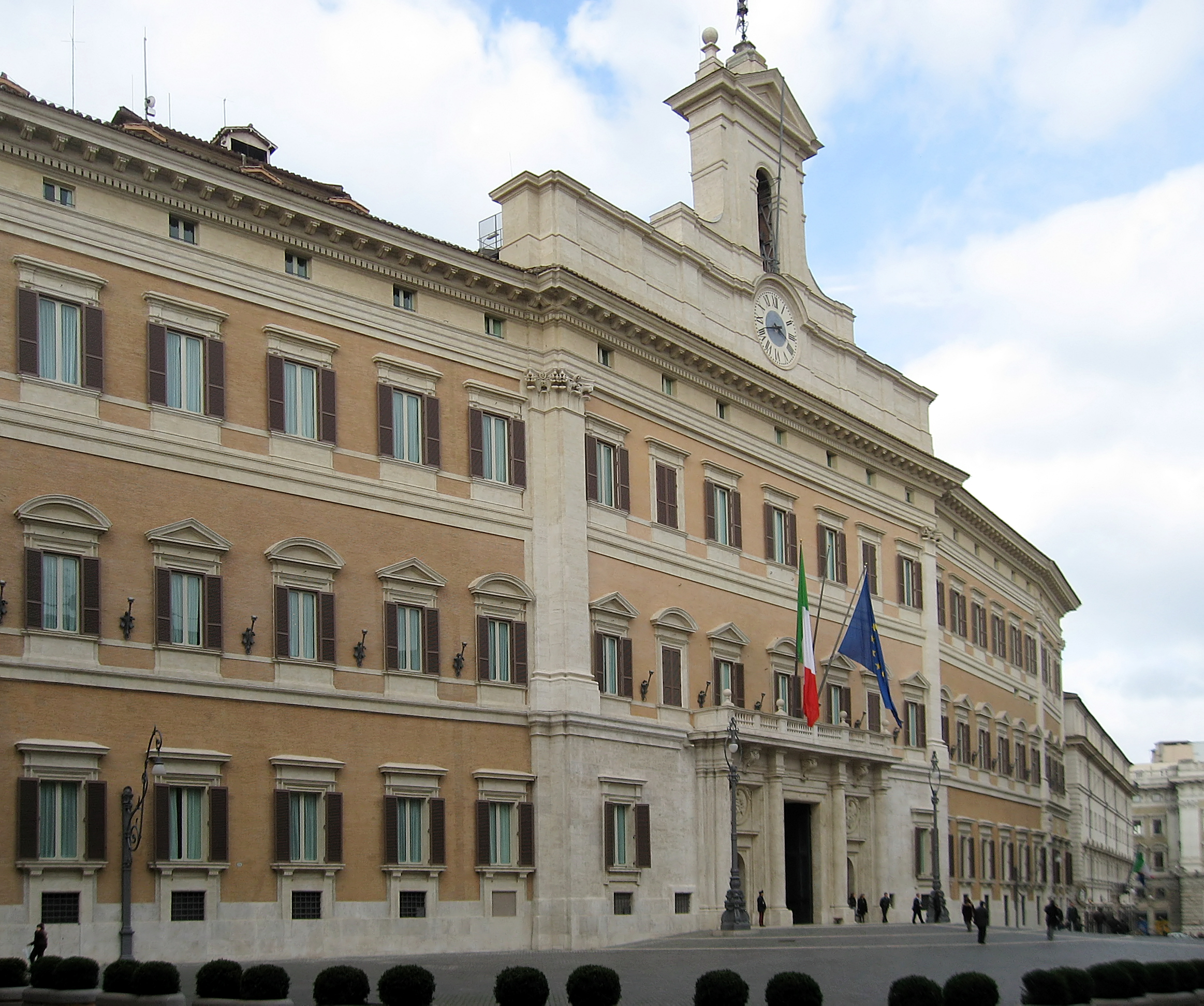
Volledige gevel
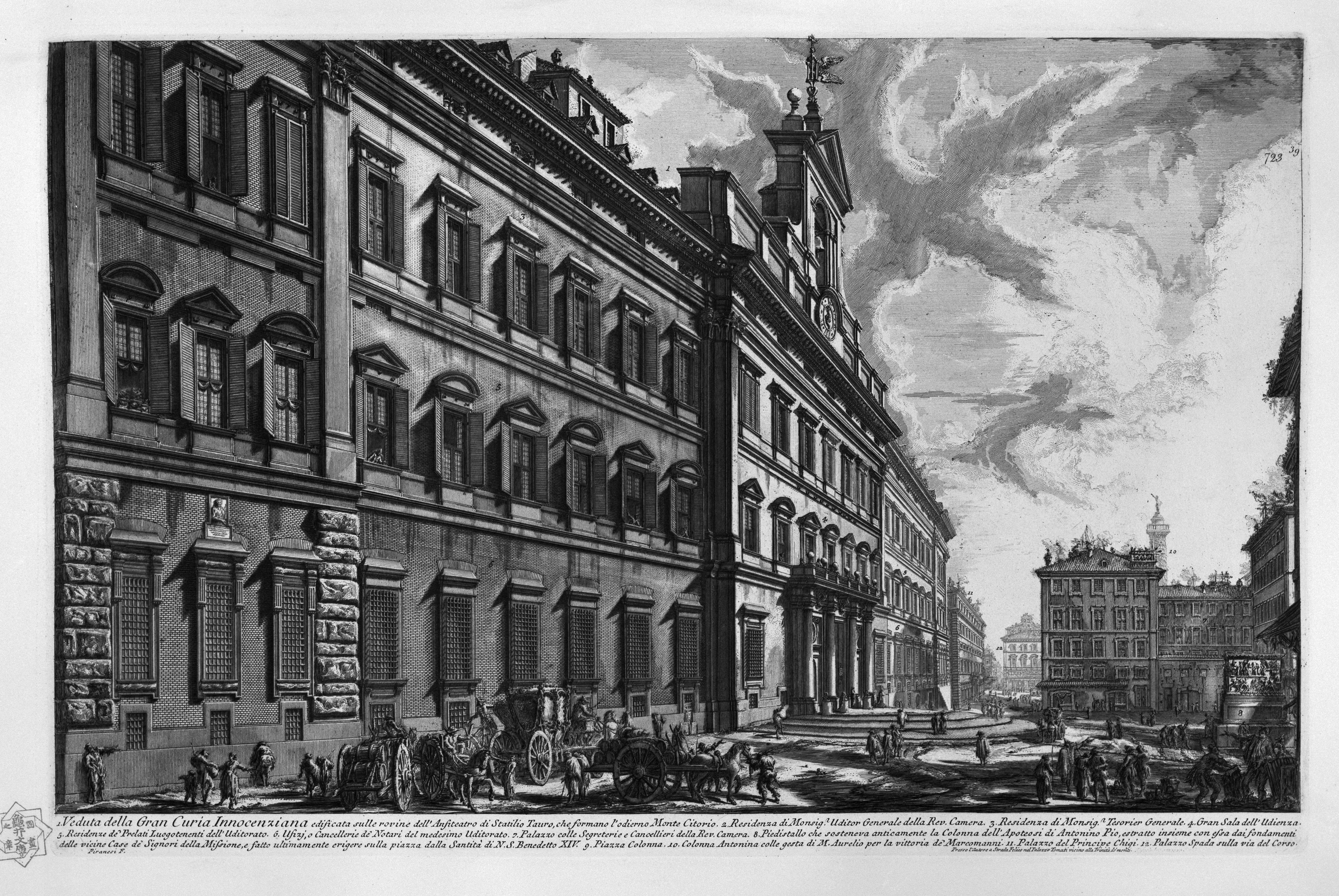
Ets van Giovanni Battista Piranesi van het Palazzo Montecitorio (1748-1774)
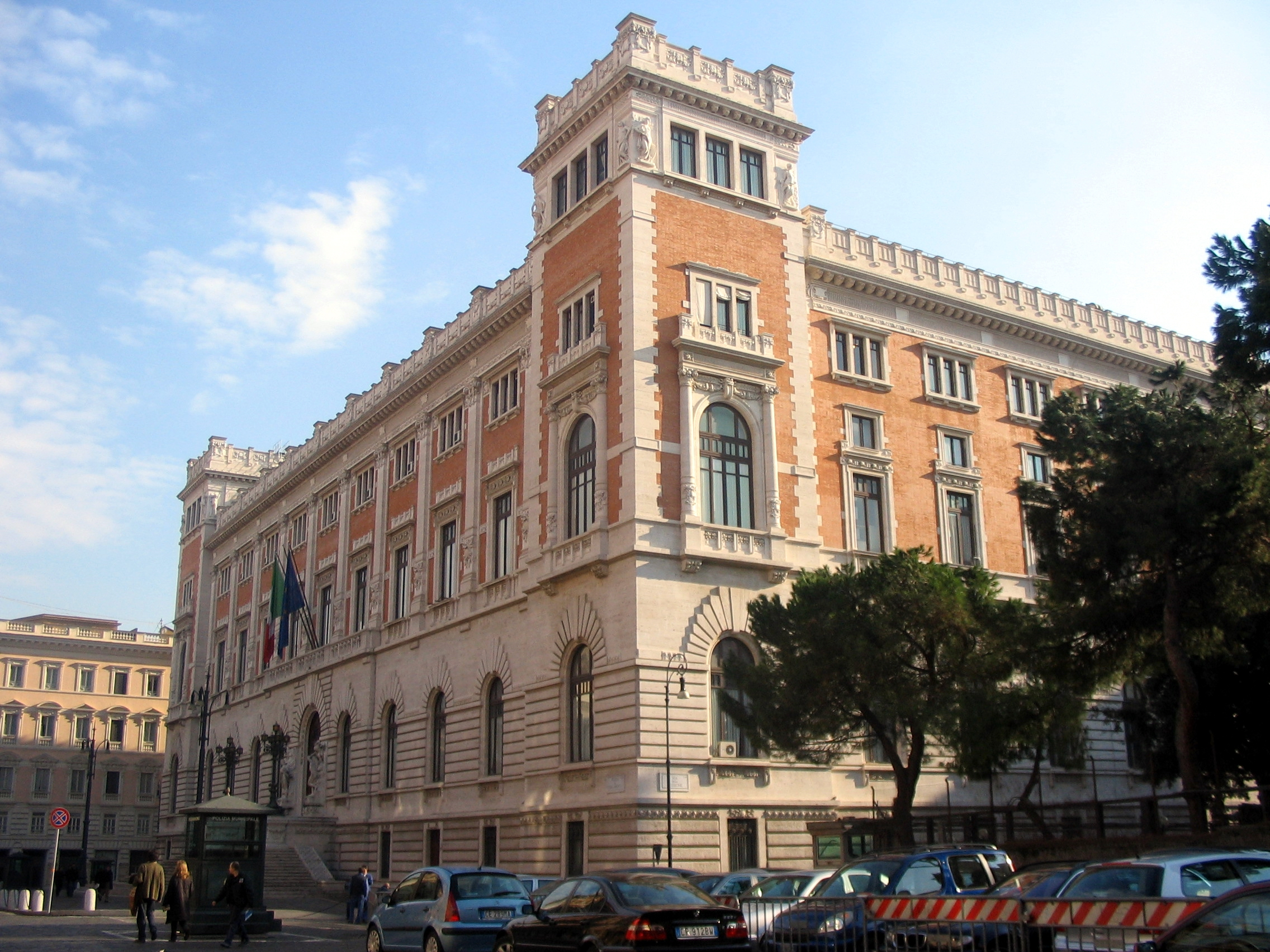
Zijgevel
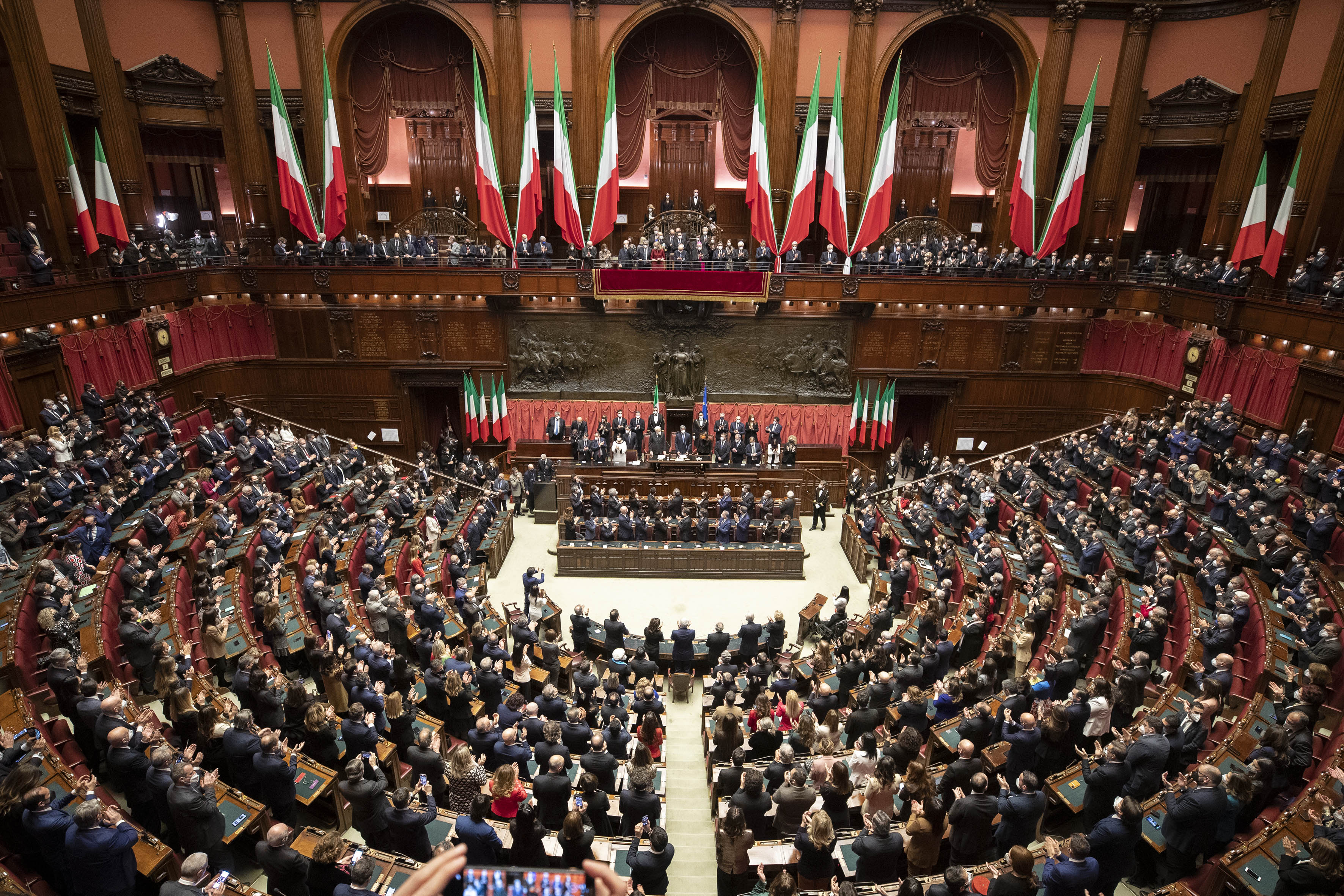
Interieur